# Joelle Carter

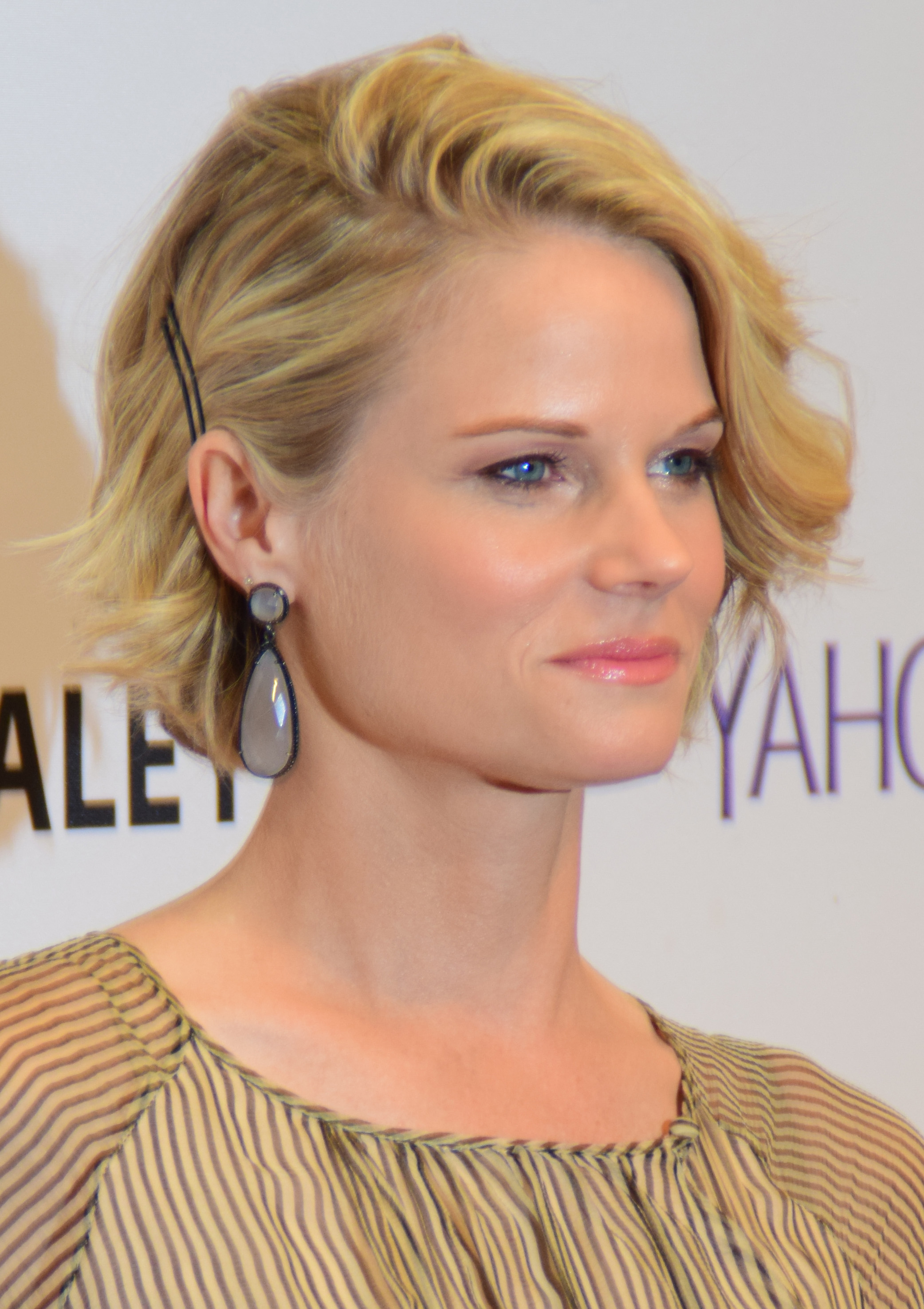
Joelle Carter (2015)

Joelle Marie Carter (* 10. Oktober 1972 in Thomasville, Georgia) ist eine US-amerikanische Schauspielerin und Model.

## Leben und Karriere
Joelle Carter wuchs an wechselnden Orten in den USA auf, da ihr Vater bei der US-Armee war und häufig versetzt wurde. Nach dem Abschluss der Highschool in Albany, Georgia, begann sie als Model zu arbeiten und zog deshalb nach New York City. Dort nahm sie auch ein Studium der Theaterwissenschaft auf und begann als Schauspielerin zu arbeiten.
Ab Ende der 1990er Jahre spielte Carter Nebenrollen in Fernsehserien wie Law & Order oder Wonderland und Kinoproduktionen wie Der Pferdeflüsterer (1998), High Fidelity (2000) oder American Pie 2 (2001). Nach Episodenrollen in Fernsehserien wie CSI: Miami und Cold Case – Kein Opfer ist je vergessen war Carter von 2010 bis 2015 als Ava Crowder in 73 der insgesamt 78 Folgen der FX-Serie Justified zu sehen.
Carter ist verheiratet und hat eine Tochter. Sie lebt mit ihrer Familie in New York City und Los Angeles.

## Filmografie (Auswahl)
- 1996: Law & Order (Fernsehserie, Episode 6x20)
- 1998: Der Pferdeflüsterer (The Horse Whisperer)
- 1998: Just One Time
- 1999: Suits
- 2000: Wonderland (Fernsehserie, 6 Episoden)
- 2000: High Fidelity
- 2000: Swimming
- 2000: Quarantäne (Quarantine)
- 2000: Boys Life 3

- 2001: American Pie 2
- 2001: Final Jeopardy
- 2002: It Had to Be You
- 2002: The Perfect You
- 2006: CSI: Miami (Fernsehserie, Episode 5x04)
- 2007: Cold Case – Kein Opfer ist je vergessen (Cold Case, Fernsehserie, Episode 5x05)
- 2009: Monk (Fernsehserie, Episode 8x08)
- 2010–2015: Justified (Fernsehserie, 73 Episoden)
- 2011: Body of Proof (Fernsehserie, Episode 2x01)
- 2011: Grey’s Anatomy (Fernsehserie, Episode 8x06)
- 2013: A Perfect Man
- 2013: Castle (Fernsehserie, Episode 6x07)
- 2014: Jessabelle – Die Vorhersehung (Jessabelle)
- 2014: Constantine (Fernsehserie, Episode 1x03)
- 2015: The Week
- 2016: Scandal (Fernsehserie, 4 Episoden)
- 2016: Chicago P.D. (Fernsehserie, Episode 3x21)
- 2017: Chicago Justice (Fernsehserie, 13 Episoden)
- 2018: The Rookie (Fernsehserie, Episode 1x06)
- 2018–2020: Dirty John (Fernsehserie, 5 Episoden)
- 2019: She’s in Portland
- 2019–2020: Home Before Dark (Fernsehserie, 18 Episoden)
- 2020: Chicago Med (Fernsehserie, Episode 5x10)
- 2020: The Big Ugly
- 2020: Punching and Stealing
- 2024: FBI (Fernsehserie)